# Gérald M. Loeb
Gerald Martin Loeb (24 juillet 1899 - 13 avril 1974) est l'un des associés fondateurs d'EF Hutton, une société de négoce et de courtage établie et renommée à Wall Street. Il est l'auteur des livres The Battle For Investment Survival  et The Battle For Stock Market Profits. Loeb a défendu une vision du marché dans laquelle il est trop risqué de détenir des actions à long terme, en opposition à la vision traditionnelle des value investors qui privilégiaient l'investissement à long terme dans des actions dépréciées. Il a également créé le prix Gerald Loeb, décerné chaque année dans diverses catégories de journalisme financier.
Il a été marié à Rose Lobrée Benjamin.

## Biographie

### Jeunesse
Gerald Loeb est le fils de Dahlia Levy et de Solomon Loeb le 24 juillet 1899 à San Francisco, en Californie,,. Son frère cadet, Sydney Loeb, est né le 14 décembre 1903,. Solomon Loeb, son père, était un marchand de vin prospère de la Nouvelle-Orléans,. Sa mère, Dahlia Levy, était la fille d'Herman Levy, un marchand qui avait fait fortune en vendant des biens de consommation aux mineurs pendant la ruée vers l'or en Californie et la ruée vers l'argent de Comstock Lode au Nevada,,.
Le décès prématuré et par accident à une semaine intervalle de son père et de son grand père maternel dans deux accidents de train en 1908 fait basculé la famille de Loeb, alors âgé de huit ans,. L'accident qui tue son père est un accident de train qui donne lieu à une importante compensation financière : Un train local a heurté le wagon fumeur d'un train du Southern Pacific Railway (SPR) après que l'ingénieur du train SPR a ignoré le signal d'arrêt à l'intersection de deux voies. L'accident tue plusieurs passagers, dont Solomon Loeb,. Le dédommagement versé par la SPR à Dahlia Loeb et à ses enfants s'élève à 8 000 $ (soit l'équivalent de 240 000 dollars en 2021). Cette somme est répartie de façon égalitaire entre la veuve et ses deux fils. La mort du père et du grand-père de Loeb rend sa mère très riche.
Au moment de la mort de son père, Loeb est atteint de poliomyélite. La maladie perturbe avec sa scolarité et compromet ses ambitions de devenir architecte. Loeb est diplômé de Lowell High School à San Francisco.

### Carrière et écrits
Loeb commence sa carrière en 1921, dans le département des obligations d'une société de valeurs mobilières à San Francisco. Il déménage à New York en 1924 après avoir rejoint EF Hutton &amp; Co., et devient vice-président du conseil d'administration lorsque l'entreprise devient une société et dépose ses statuts en 1962.
Bien qu'il n'ait pas souffert d'importantes pertes lors du krach de Wall Street de 1929, ce dernier influence significativement son comportement face aux investissements et sa vision des marchés financiers, le rendant sceptique quant à la détention d'actions à long terme. Loeb offre son point de vue d'investisseur à contre-courant de la norme d'alors dans des livres, et dans des chroniques du Barron's, The Wall Street Journal et Investor Magazine. Le magazine Forbes donne à Loeb le titre de "l'homme le plus cité de Wall Street".
Le premier livre de Loeb, The Battle for Investment Survival (1935), se vend à plus de 200 000 exemplaires pendant la Grande Dépression. Plusieurs mises à jour sont réalisées en 1957 et 1965, quand les ouvrages deviennent des références dans le monde de la finance. En 1971, Loeb publie The Battle for Market Profits comme une suite de son premier ouvrage, dans lequel il décrit le marché comme étant un champ de bataille. Les livres de Loeb sont encore lus aujourd'hui et décrits par beaucoup comme des incontournables pour tout professionnel de l'investissement.

## Vie privée
Loeb épouse Rose Lobree Benjamin le 11 avril 1947 à San Francisco,. Rose, alors veuve du promoteur immobilier Maurice Benjamin œuvrant à Shanghai, est née en 1900 ou 1901 à Brentwood, en Californie, de M. et Mme Lobrée,,.